# Bertrange (Francia)
Bertrange è un comune francese di 2 580 abitanti situato nel dipartimento della Mosella nella regione del Grand Est.

## Società

### Evoluzione demografica
Abitanti censiti